# Даніель Нікулае
Даніель Георге Нікулае (рум. Daniel George Niculae; нар. 6 жовтня 1982, Бухарест) — румунський футболіст, нападник румунського клубу «Астра» і колишній гравець збірної Румунії.

## Клубна кар'єра
Розпочав професійну кар'єру в «Рапіді» з рідного Бухареста. 2006 року перейшов у французький «Осер»

### Монако
Після закінчення контракту з «Осером», 15 червня 2010 року підписав 3-х річний контракт з «Монако».

### Нансі
31 серпня 2011 року Нікулае перейшов на сезон на правах оренди до «Нансі». У грі проти свого колишнього клубу «Осеру», що відбувся 30 січня 2010 року, він забив 2 голи для своєї команди, не зважаючи на те, що до початку гри осерські вболівальники ображали його.

## Збірна
За збіру Румунії Нікулає дебютував 20 серпня 2003 року в товариському матчі проти збірної України, що завершився перемогою з рахунком 2-0. 16 листопада 2005 року в товариській грі проти збірної Нігерії забив свій перший м'яч у складі національної збірної. 
У кваліфікації до Євро-2008 забив два голи і допоміг збірній потрапити у фінальний турнір, на якому зіграв в усіх трьох матчах збірної на турнірі.

## Титули і досягнення
- Чемпіон Румунії (2):

Рапід (Бухарест): 2002-03
Астра: 2015-16
- Володар Кубка Румунії (2):

Рапід (Бухарест): 2001-02, 2005-06
- Володар Суперкубка Румунії (2):

Рапід (Бухарест): 2002, 2003